# 文索基特 (羅得島州)
文索基特（英語：Woonsocket）是美國羅德島州普羅維登斯縣的一個城市。臨布拉克斯東河，面積20.62平方公里。根據美國2000年人口普查，人口43,224人，是該州第六大城市。
1867年設鎮，1888年建市。